# Polenta incassata
La polenta incassata (in romagnolo pulénta incaséda) è un primo piatto composto da polenta, ragù, besciamella e parmigiano, tipico della tradizione culinaria della Romagna. Il nome incassata deriva dalla fase di cottura in forno all'interno di una teglia.  

## Preparazione
Dopo aver preparato nel paiolo una polenta dalla consistenza piuttosto solida, questa viene stesa sulla spianatoia e tagliata, secondo la tradizione, con il filo.
Successivamente, in una teglia vengono disposte le fettine di polenta alternate a strati di ragù - preparato con una consistenza piuttosto liquida, poiché la polenta tende ad assorbire molto condimento- besciamella e formaggio, fino ad esaurire gli ingredienti. Infine, viene distribuito in cima un abbondante strato finale di parmigiano. Il tutto viene infornato per circa mezzora, finché sulla pietanza si forma una crosta di formaggio grattugiato.
Questa procedura è descritta anche da Pellegrino Artusi nel suo ricettario La scienza in cucina e l'arte di mangiar bene in riferimento alla polenta pasticciata. Quest'ultima denominazione è utilizzata anche per identificare in Romagna una polenta condita come sopra descritto, ma molto fluida e che viene mescolata al fine di ottenere una consistenza cremosa.

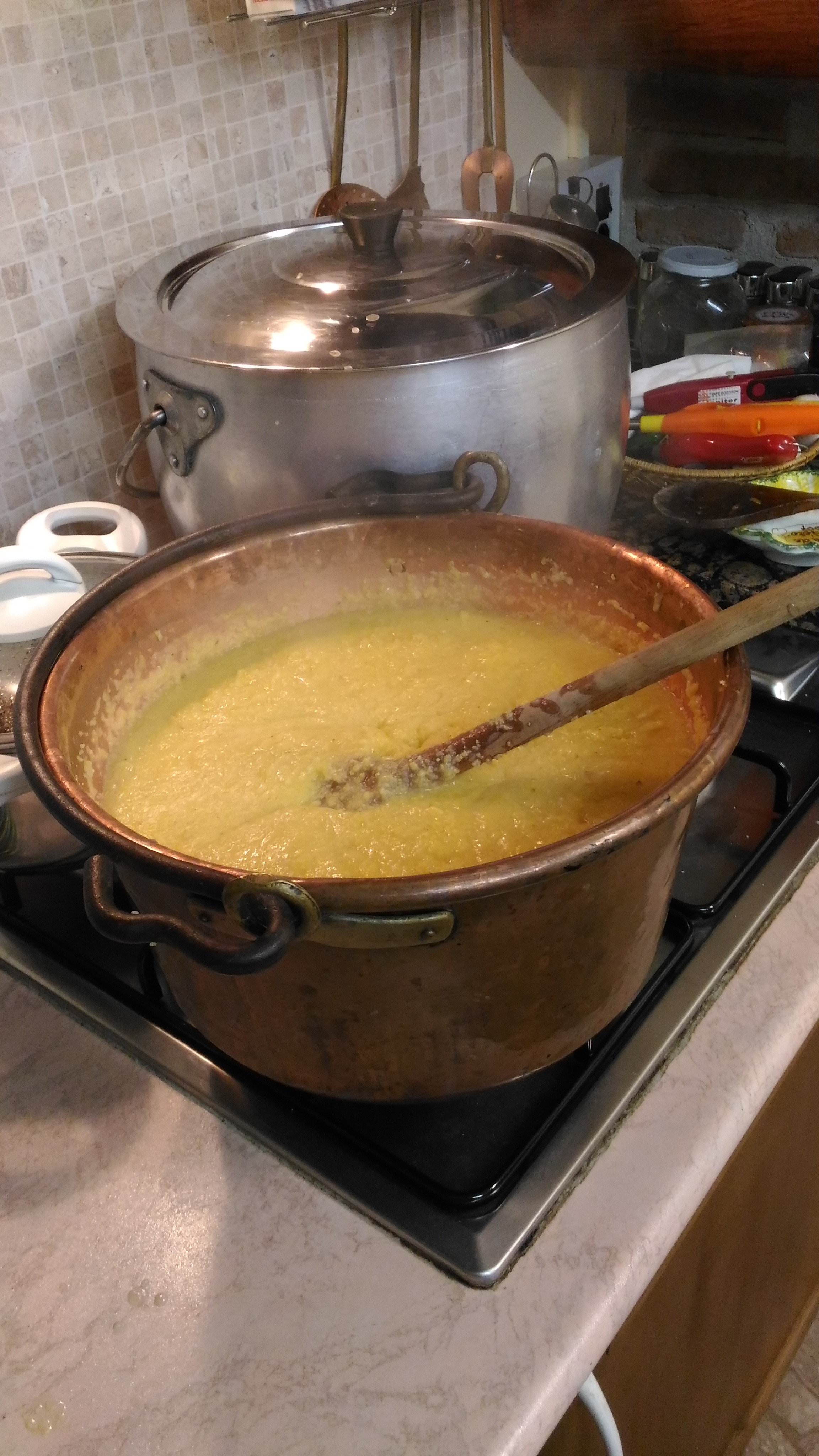
Preparazione della polenta

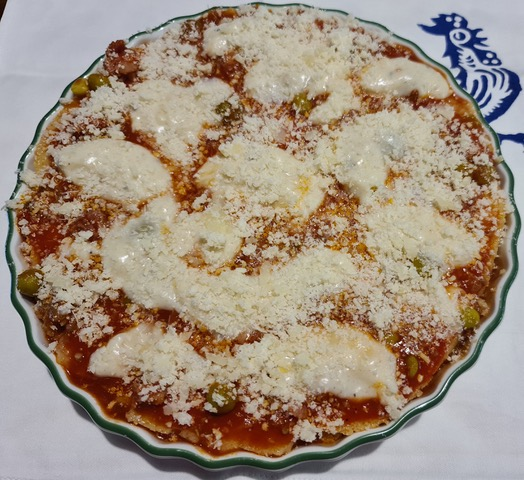
Polenta incassata prima della cottura in forno

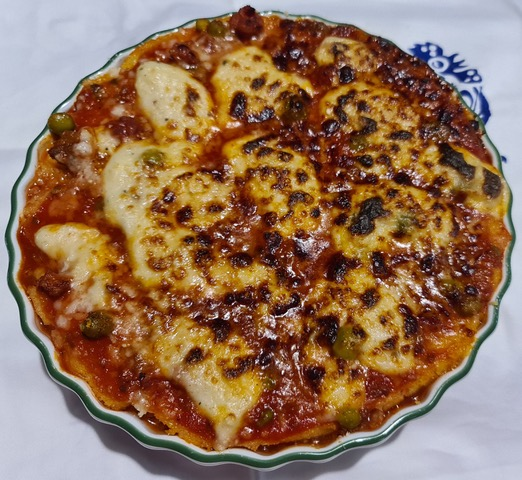
Polenta incassata cotta in forno